# 앰뷸런스 (컴퓨터 바이러스)
구급차(Ambulance) 컴퓨터 바이러스는 도스에서 작동되는 파일 감염 바이러스로 .COM 파일들을 감염시키지만 메모리 상주 바이러스는 아니다. 독일에서 발견되었다. 이 바이러스를 실행하면 아스키 문자로 구성된 구급차 한대가 사이렌을 울리며 오른쪽 끝으로 가면서 BOOM!이라는 큰 글자와 No more RedX !!!(더 이상의 레드엑스는 안돼!!)라는 글자를 남기고 끝난다.